# Boško Boškovič
Boško Boškovič, slovenski nogometaš, * 12. januar 1969, Koper.
Boškovič je večji del kariere igral v slovenski ligi za klube Koper, Mura, Izola, Beltinci, Tabor Sežana in HIT Gorica. Skupno je v prvi slovenski ligi odigral 92 prvenstvenih tekem. Ob tem je igral še v hrvaški, turški, portugalski in nemški ligi. 
Za slovensko reprezentanco je med letoma 1993 in 1998 odigral 27 uradnih tekem.